# Olivia Hussey
Olivia Hussey, rodným jménem Olivia Osuna (17. dubna 1951 Buenos Aires, Argentina – 27. prosince 2024 ), byla herečka anglo-argentinského původu, kterou proslavila role Julie ve filmové verzi Shakespearovy tragédie Romeo a Julie italského režiséra Franca Zeffirelliho z roku 1968. V době, kdy začalo natáčení filmu, jí bylo pouhých patnáct let a jejímu hereckému protějšku Leonardu Whitingovi o rok více. Právě Zeffirelliho zpracování Romea a Julie je zřejmě dosud nejvydařenější verzí, pro roli Julie si jí režisér vybral z více než 500 adeptek na hlavní roli. Mladičká herečka jeho důvěru rozhodně nezklamala a za svůj výkon v roli Julie získala hned v následujícím roce 1969 Zlatý glóbus pro nejlepší začínající herečku roku (Most Promising Female Newcomer) a cenu Davida di Donatella, což je italská obdoba amerického Oscara.

## Životopis
Narodila se v argentinském hlavním městě Buenos Aires jako Olivia Osuna – dcera argentinského zpěváka tanga Andrése Osuny a anglické právničky Joy Alma Husseyové. Rodiče se ale rozvedli již ve věku jejích dvou let; jako herečka pak používala původní příjmení své matky. Když jí bylo sedm let, vzala jí matka společně s mladším bratrem do Londýna, kde také 5 let navštěvovala dramatickou školu Italia Conti Academy. Začala hrát v jednom z londýnských divadel a v roli Jenny ve hře The Prime of Miss Jean Brodie po boku Vanessy Redgrave si jí také poprvé všiml režisér Franco Zeffirelli. Role Julie jí pak přinesla slávu po celý další život.
V roce 1971 se poprvé provdala za amerického herce Deana Paula Martina, syna známého zpěváka a herce Deana Martina. Dean Paul se do ní údajně zamiloval právě po zhlédnutí filmu Romeo a Julie. Svatba se konala v Las Vegas, a to přesně v den jejích dvacátých narozenin – 17. dubna. V roce 1973 se manželům narodil syn Alexander Dean Martin; i on se později stal hercem. Toto její první manželství však skončilo v roce 1978 rozvodem. Dean Paul pak v roce 1987 zahynul při leteckém neštěstí, když se jeho soukromý letoun zřítil ve sněhové bouři v horách San Bernardino.
V roce 1980 se provdala podruhé – jejím manželem se stal japonský hudebník Akira Fuse. S ním měla syna Maxe (* 1983). Dva roky po rozvodu s ním (1989) se provdala potřetí – tentokráte za amerického hudebníka Davida Glena Eisleye. V říjnu 1993 se jim pak narodila dcera India Joy, která pokračuje ve šlépějích své matky jako herečka (hraje například v seriálu The Secret Life of the American Teenager.)
Do své smrti v roce 2024 žila se svoji rodinou nedaleko Los Angeles v USA.

## Filmografie
Objevila se doposud ve více než 40 filmech. K jejím významným rolím patří například role Jessicy Bradfordové v kanadském hororu Black Christmas z roku 1974, matky Ježíše Krista v televizním zpracování životopisu Jesus of Nazareth (1977, její druhá role pod režisérem Zeffirellim) nebo role Rosalie Otterbourneové ve filmu Smrt na Nilu z roku 1978, kde si zahrála po boku Petera Ustinova. Ve filmu Poslední dny Pompejí (Last Days of Pompeii) si zahrála rovněž po boku Sira Lawrence Oliviera.
Z pozdějších významných rolí lze uvést její velmi vydařené ztvárnění postavy Rebeky z Yorku v televizní adaptaci historického eposu Ivanhoe z roku 1982, roli matky hlavního "hrdiny" Normana Batese v televizním pokračování slavných thrillerů Alfreda Hitchcocka Psycho z roku 1990 (Psycho IV.) a v neposlední řadě hlavní roli ve filmové adaptaci životopisu matky Terezy z roku 2003, za kterou obdržela v květnu roku 2007 v Hollywoodu cenu CAMIE (Character & Morality in Entertainment). Zahrát si matku Terezu z Kalkaty bylo jejím životním snem.
K největším zajímavostem její kariéry patří role ve filmové adaptaci knihy Klenotníkův obchod (1985), kterou napsal Karol Wojtyla, v té době již papež Jan Pavel II. Tam si zahrála jednu z hlavních rolí po boku Burta Lancastera a Bena Crosse. Po natočení filmu byla pozvána samotným papežem u příležitosti jeho uvedení ve Vatikánu.